# Рамзес V
Рамсес V — давньоєгипетський фараон з XX династії.

## Життєпис
Імовірно, був сином Рамсеса IV й цариці Дуатентіпет.
Судячи з мініатюрного фаянсового фрагменту з іменем Рамсеса V, виявленого у Тімні, він був останнім єгипетським царем, від якого залишились сліди єгипетської присутності в Азії; кілька фаянсових предметів того часу було знайдено й на Синаї. Єдиний напис Рамсеса V в Нубії зберігся у Бухені. В самому Єгипті царські документи представлені лише кількома стелами. Окрім того, фараон узурпував низку пам'ятників, створених попередніми царями. Поза Фівами було виявлено фрагменти стели Рамсеса V з храму Ра в Геліополі й пошкоджену стелу в Сильсілі. В Карнаці знайдена частина сильно пошкодженої стели та фриз з царських картушів на одному стовпі. У Рамессеумі низка картушів Рамсеса Великого були виправлені на користь Рамсеса V.
Хоча він правив упродовж відносно короткого терміну, часом його царювання датовано два дуже важливих документи. Туринський папірус є списком серйозних звинувачень проти багатьох людей, але особливо проти священика у храмі Хнума на Елефантині, чиї злочини включали розтрату, злодійство та злочини релігійного характеру. Злочини, очевидно, тривали від правління Рамсеса III до Рамсеса V, й це вказує, що мали місце серйозні упущення в адміністрації та слабкість влади щодо викорінення злочинів у той період.

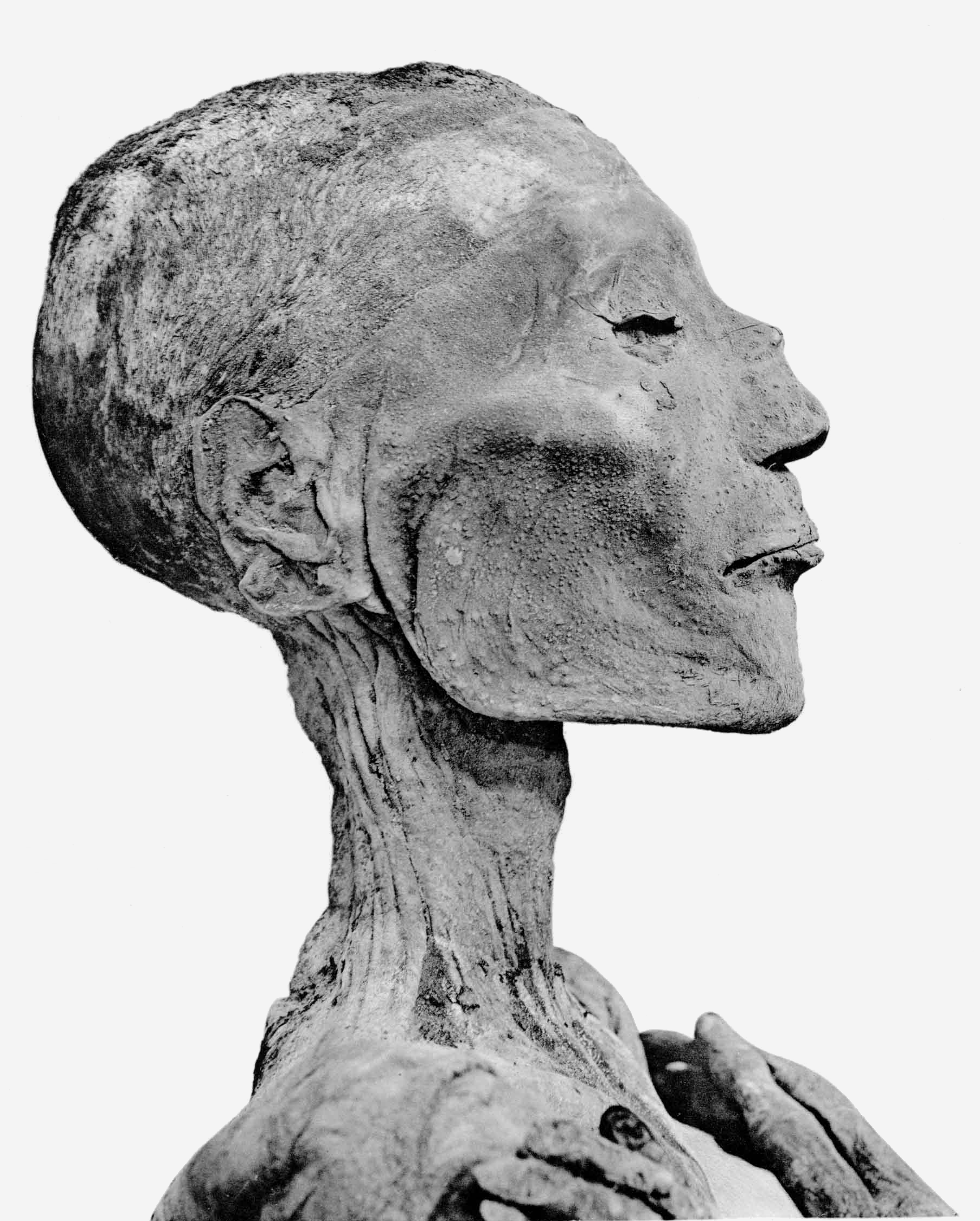
Голова мумії фараона Рамсеса V

Інший документ — папірус Вільбура, датований 4-м роком правління Рамсеса V. Він є офіційним документом, єдиною копією такого роду, що нині існують, і таким чином дуже важливий для дослідження землевласництва й оподаткування в Єгипті, хоча багато деталей залишаються незрозумілими. Документ містить розміри й оцінки ділянок в області Середнього Єгипту (місто Крокодилополь), біля сучасного міста Ель-Мінья, загальною довжиною близько дев'яноста миль. Папірус надає інформацію про кожну ділянку землі та називає кожного землевласника. Також у документі містяться відомості про положення, розмір землі та розрахунковий урожай в одиницях вимірювання зерна. Не зазначається, однак, хто отримував платню за землю, але ймовірно, що Храм Амона в Карнаці, а не фараон був отримувачем.
Упродовж свого нетривалого правління Рамсес V готував собі могилу в Долині царів, яку не було завершено. Тим не менше, його там поховали. Його наступник, Рамсес VI, захопив та привласнив гробницю, закінчивши її розпис.
Існує інше свідчення, яке припускає, що мав місце конфлікт між Рамсесом V і Рамсесом VI (сином Рамсеса III). Скоріш за все почалась громадянська війна між двома фракціями, й перед самою своєю смертю Рамсес V був скинутий. Імовірно, Рамсес V був перепохований в іншій могилі, хоч її й не було знайдено. Його мумія була виявлена серед інших, перепохованих у гробниці Аменхотепа II в Долині царів. Та мумія складає особливий інтерес, оскільки медична експертиза показала, що він помер у відносно ранньому віці, імовірно через віспу.